# Lâu đài Jánský Vrch
Lâu đài Jánský Vrch (tiếng Séc: Zámek Jánský Vrch) là một lâu đài lịch sử tọa lạc ở thị trấn Javorník, thuộc huyện Jeseník, vùng Olomoucký, Cộng hòa Séc. Trước năm 1945, đây là nơi ở mùa hè của các giám mục thuộc giáo phận Wrocław. Công trình này có tên trong danh sách các di tích văn hóa của Cộng hòa Séc.

## Lịch sử
Lâu đài Jánský Vrch được nhắc đến lần đầu tiên trong văn bản lịch sử có niên đại vào năm 1307. Lâu đài có thể được xây dựng vào giai đoạn cuối thế kỷ 13 - đầu thế kỷ 14. Lúc bấy giờ, chủ sở hữu lâu đài là Boleslav I. Surový - Hoàng tử của Swidnica-Javor từ triều đại Piast của Silesia. Các giám mục của Wrocław tiếp quản lâu đài này từ năm 1348. Sau đó, lâu đài bị những người Hussite chinh phục và phá hoại vào năm 1428. Vào cuối thế kỷ 15, lâu đài được xây dựng lại theo phong cách Phục hưng dưới thời quản lý của Giám mục Gioan IV. Roth.
Sau khi chiến tranh Ba Mươi Năm kết thúc, lâu đài không bị hư hại, nhưng dần mất đi ý nghĩa quân sự. Vào thế kỷ 18, Giám mục Philipp Gotthard von Schaffgotsch (1748–1795) cho xây dựng lại lâu đài theo phong cách Baroque.
Trước năm 1945, những giám mục cuối cùng làm việc tại lâu đài Jánský Vrch là Hồng y Georg von Kopp và Adolf Bertram. Năm 1984, khi các yêu sách về tài sản chung giữa Giáo hội Công giáo La Mã Séc và Ba Lan được giải quyết, lâu đài được quốc hữu hóa.